# Mellicta parnassiotropa
Mellicta parnassiotropa är en fjärilsart som beskrevs av Felix Bryk 1923. Mellicta parnassiotropa ingår i släktet Mellicta och familjen praktfjärilar. Inga underarter finns listade i Catalogue of Life.